# Триостренник
Трио́стренник, триво́стренник, сви́тень, боло́тница (лат. Triglóchin) — род многолетних трав семейства Ситниковидные.

## Ботаническое описание

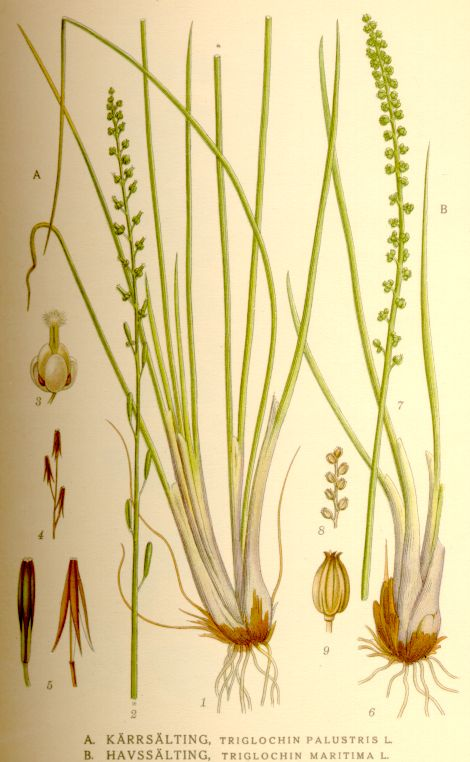
Триостренники болотный (слева) и приморский (справа). Ботаническая иллюстрация из книги К. А. М. Линдмана Bilder ur Nordens Flora, 1917—1926.

Листья все прикорневые (в розетке), узколинейные. Цветочный стебель безлистный.
Цветки обоеполые, мелкие, невзрачные, зеленоватые или желтоватые, протогиничные, анемофильные, собраны в кисть или колос. Околоцветник простой, из шести травянистых, опадающих листочков. Тычинок 6; плодолистиков 6 или 3, вполне сросшихся, каждый с 1 семяпочкою.
Плод дробный, сухой, раскрывающийся вследствие отклеивания створок от среднего столбика, из шести или трёх плодиков.

## Распространение и экология
Триостренники распространены по всему земному шару, но главным образом в Австралии и умеренных областях Южной Америки.
В Старом Свете 3—4 вида.
В России — два вида: Триостренник болотный с тремя ланцетовидными, на концах заострёнными плодиками, растёт по берегам водоёмов, болотам, болотистым лугам. По приморским и сырым солонцеватым лугам и болотам встречается Триостренник приморский с шестью яйцевидными плодиками.

## Значение и применение
Оба вида, произрастающие в России, хорошо поедаются скотом на пастбище и в сене; плоды служат кормом для домашних гусей и уток.
Надземная часть растения служит пищей гусеницам некоторых видов чешуекрылых, в частности, Antitype chi.

## Таксономия

### Гетеротипные синонимы
- [= Juncago Ség.]
- [= Junago Tourn. ex Moench]
- [= Tristemon Raf.]
- [= Abbotia Raf.]
- [= Cycnogeton Endl.]
- [= Hexaglochin Nieuwl.]

### Виды
Список создан на основе базы данных Королевских ботанических садов в Кью
- Triglochin alcockiae Aston — Триостренник Олкок
- Triglochin bulbosa L. — Триостренник луковичный
- Triglochin calcitrapa Hook. — Триостренник капканный
- Triglochin centrocarpa Hook.
- Triglochin dubia R.Br. — Триостренник сомнительный
- Triglochin gaspensis Lieth & D.Löve — Триостренник гаспенский
- Triglochin hexagona J.M.Black — Триостренник шестигранный
- Triglochin huegelii (Endl.) Aston
- Triglochin isingiana (J.M.Black) Aston
- Triglochin linearis Endl. — Триостренник линейный
- Triglochin longicarpa (Ostenf.) Aston — Триостренник длинноплодный
- Triglochin maritima  L. — Триостренник приморский
- Triglochin mexicana Kunth — Триостренник мексиканский
- Triglochin microtuberosa Aston — Триостренник мелкоклубненосный
- Triglochin mucronata R.Br. — Триостренник остроконечный
- Triglochin muelleri Buchenau — Триостренник Мюллера
- Triglochin multifructa Aston
- Triglochin palustris L. typus — Триостренник болотный
- Triglochin procera R.Br. — Триостренник высокий
- Triglochin protuberans Aston
- Triglochin rheophila Aston
- Triglochin stowardii N.E.Br. — Триостренник Стоуарда
- Triglochin striata Ruiz & Pav. — Триостренник полосатый
- Triglochin trichophora Nees ex Endl. — Триостренник волосоносный
- Triglochin turrifera Ewart